# Akeassia grangeoides
Akeassia es un género monotípico de plantas con flores perteneciente a familia  Asteraceae, el género incluye solamente una especie, Akeassia grangeoides. Es originaria de África.

## Descripción
Es una planta anual (a veces perenne) herbácea, con raíz pivotante, procumbente o con tallos erectos que alcanza un tamaño de 30 cm de alto, ligeramente ramificados, aromáticos, surge estriadoa o ranuradoa, pubescentes con pelos blancos y glandular escaso. las hojas de color verde pálido, sésiles, en líneas obovadas a oblanceoladas, de 1-9.5 (-15) cm de largo, y 0.3-4 cm de ancho, los márgenes lirado-pinnatífidos con lóbulos crenados o serrados, el ápice obtuso, ambas superficies pubescentes a pilosas y glandulares. Capítulos solitarios y axilares o terminales con 2-3 juntos en corimbos, las cabezas individuales subglobosas, de 4-12 mm de largo, 6-14 mm de diámetro, erectas. Floretes exteriores de color pálido a amarillo dorado, femenino y las florecillas interiores de color amarillo dorado pálido. Los frutos son aquenios amarillos,  levemente comprimidos, con 2 (-4) venas marginales, 1.2-2 mm de largo, escasamente pilosos y glandulares; vilano con un anillo coroniforme.

## Distribución
Se distribuye por Benín, Camerún, República Centroafricana, Chad, Congo, Gabón, Ghana, Guinea, Guinea-Bissau, Costa de Marfil, Mali, Nigeria, Senegal, Sierra Leona y Zaire.

## Taxonomía
Akeassia grangeoides fue descrita por J.-P.Lebrun & Stork y publicado en Candollea 48(2): 333. 1993.
Etimología
Akeassia: nombre genérico que fue otorgado en honor del botánico Laurent Aké Assi.
grangeoides: epíteto latíno que significa "como el género Grangea".